# 동방홍마향 ~ the Embodiment of Scarlet Devil
《동방홍마향 ~ the Embodiment of Scarlet Devil》(일본어: 東方紅魔郷 〜 the Embodiment of Scarlet Devil. 도호코마쿄[*])은 동방 프로젝트의 여섯번째 시리즈 게임이다. 제작은 오타 준야(ZUN)가 하였고, 마이크로소프트 윈도우로 첫 대응하여 출시된 게임이다. 또한, 동인 서클인 상하이 앨리스 환악단을 처음으로 구성시켜 나오게 된 게임이다.

## 시스템
기체 성능이 서로 다른 〈하쿠레이 레이무(무녀)〉와 〈키리사메 마리사(마법사)〉 중 하나의 기체를 선택해서 각각 2종류의 무기(장비)를 선택한다. 적이나 탄에 맞으면 미스가 되어 잔기가 하나 줄어들고 그 자리에서 부활한다. 모든 잔기를 잃으면 게임이 오버가 되며, 그 자리에서 재도전이 가능하나, 이전까지 산적된 점수는 0점이 된다. 재도전은 최대 3회까지 가능하다.
재도전 하지 않은 채로 6스테이지(최종장)의 보스를 쓰러트리면 엔딩이 나온다. 난이도 Normal 이상으로 재도전 없이 클리어 하면 메인화면에 Extra스테이지가 추가된다.
난이도 Easy는 5면이 최종 스테이지이며 6면으로 가기 전에 쫓겨나는 스토리가 된다.

## 줄거리
환상향이 붉은 안개에 태양이 덮여 어둡고 서늘한 여름을 맞았다. 안개는 환상향 인간마을을 덮쳐왔고, 인간들은 요기의 안개에 버티지 못한채 집안에서 나오지 못하게 되었다. 이 사건은 후에「홍무이변(紅霧異變 코무 이헨[*])」이라고 불리게 된다.
이 이변을 해결하는 것이야 말로 무녀의 일이라 생각한 하쿠레이 레이무와, 슬슬 레이무가 활약할 것이라 예상한 키리사메 마리사가 등장한다. 이변의 범인은 흡혈귀인 레밀리아 스칼렛 이었다. 흡혈귀는 태양빛을 싫어하기 때문에 안개를 발생시켜 태양빛을 막는 것이 목적이었다. 레이무가 레밀리아를 퇴치하고 이변은 해결되었다.

## 등장인물

### 새로운 등장인물

#### 루미아
어린 소녀와 같은 모습을 한 요괴.
검은 옷을 입고 있고, 눈은 붉은 색이며 머리는 노란 색이다. 머리카락에 붉은 리본이 묶여 있다. 이 리본은〈부적〉으로 루미아 본인은 풀 수조차 없다. 키는 작다.
특별히 목적 의식도 없이 하루종일 둥둥 떠다니며 지내고 있다. 《홍마향》에서는 양손을 크게 벌리고 나타나서 키리사메 마리사가 그 포즈에 대해 질문했지만 만족스러운 대답은 받지 못했다. 이후의 등장 작품에서도 같은 포즈를 취하고 있다.
루미아는 어둠을 조종하는 능력을 갖고 있다. 이 능력을 사용하면 그녀 주위에 어둠의 공간이 발생하며, 안에 있는 그녀는 보이지 않게 된다. 밖에서는 검은 덩어리가 날고 있는 것처럼 보인다. 이 어둠은 마법의 어둠이라서 횃불같은 것을 갖고 안에 들어가도 효과가 없다고 한다. 어둠 속에서도 밖이 보이지 않기 때문에 나무 등에 부딪히는 일도 있지만 정작 본인은 신경쓰지 않는다.
햇빛은 벅차지만 달빛은 괜찮기 때문에 달이 나온 밤에는 능력을 사용하지 않을 때도 있다. 한편, 능력을 사용하지 않는 루미아의 목격 정보는 초승달이 뜨는 밤에 집중되어있기 때문에 초승달이 뜨는 밤에만 능력을 사용하지 않는 것이라고도 생각할 수 있다.
식인 요괴 답게 하쿠레이 레이무에 대해〈눈 앞에 있는 것은 먹어도 되는 인간?〉이라며 물은 적이 있다.
ZUN에 의하면, 〈어둠을 조종한다〉는 강력해보이는 능력을 가진 캐릭터를  가장 약한 1면 보스에 두고 싶어서 루미아라고 하는 캐릭터를 앞에 배치했다고 한다.

#### 치르노
2면 보스로 등장한다.

#### 홍 메이링
홍마관의 문지기를 맡는 중국 풍의 요괴.
민족풍 의상을 입고 모자에 붙은 별에는 〈龍〉자가 새겨져 있다. 키는 크다.6
사람냄새나는 요괴로 사람을 먹는 일은 거의 없고, 반대로 인간과 친하게 이야기하기도 한다. 침입자에 대해서는 무자비하지만 잘못을 사과하고 관(館) 밖으로 돌아간 사람을 추궁하지는 않는 것 같다.
능력 특화형이 아닌 만능형 요괴이기 때문에 요괴로서 강하지는 않다. 하지만 무술이 뛰어나 전투 능력이 높고, 약점다운 약점도 없는 탓에 평범한 인간 상대로는 강하다고 한다.
홍마관의 마당에 있는 꽃밭의 관리인이기도 하다. 아침에는 태극권, 낮에는 낮잠을 자는 모습이 목격되고 있다. 《맹월초》에서는 홍마관에 야고코로 에이린이나 레이센 우돈게인 이나바가 숨어들었을 때에도 낮잠을 자고 있었던 것 같다.
《췌몽상》에서는 황혼 프론티어에서 배포한 패치를 적용한 상태에서 조건을 만족하면 사용 가능하게 되는 추가 자기 캐릭터로 되어 있다. 스토리 모드는 존재하지 않는다. ZUN의 감수를 최저한으로 받고 있는 〈황혼 프론티어의 2차 창작〉이라는 성격이 강한 캐릭터로 대사나 사용하는 기술에 〈(ZUN공식으로서의) 신빙성을 기대해서는 안 된다〉고 한다. 《비상천칙》에서는 처음부터 자기이고 스토리 모드가 존재한다. 〈태세성군의 그림자〉라는 이름의 거대 나마즈와 싸운다.

#### 파츄리 널릿지
홍마관의 대도서관에 사는 마법사..
선천적인 마법사로 이미 100년도 넘게 살아왔다. 키는 〈약간 작다〉. 선천적으로 천식을 가지고 늘 책의 곁에 있어야 한다고 생각하고 있어서, 외출하지 않고 운동도 하지 않는다. 때문에 몸이 약하다. 비타민 A도 부족하다.
하늘을 날아서 이동할 경우에는 공기에 올라타듯 편안한 자세를 취한다.
마법 중에서도 특히 요정이나 정령의 힘을 빌리는 속성 마법(정령 마법)이 특기이다. 약의 정제 등은 어렵다고 한다.
몇 안되는 사식, 사충의 마법을 익힌 마법사들 중 하나이다.
홍마관의 주인 레밀리아 스칼렛과는 친구 관계로, 《요요몽》 엔딩에서는 레밀리아에게 〈파체〉라는 애칭으로 불리고 파츄리는 레밀리아를 〈레미〉라고 부른다.
《홍마향》 4면 보스 때에는 선택한 자기 캐릭터・장비・난이도의 조합에 따라 사용해오는 스펠 카드가 달라진다.
《영야초》 〈몽환의 홍마조〉루트의 엔딩에서 레밀리아의 요망에 의해 달에 가기 위한 로켓 제작을 시도하지만 자료와 재료가 불충분했던 탓에 좌절한다. 《맹월초》에서 다시 한 번 로켓을 제작하기로 해, 하쿠레이 레이무가 소환하는 항해의 신(스미요시 산진)의 힘을 이용하는 로켓을 개발했다.

#### 이자요이 사쿠야
5면 중보스와 보스로 등장한다.

#### 레밀리아 스칼렛
홍마관의 주인 흡혈귀 아가씨.
500년 이상 살아왔으며, 귀족답게 위엄이나 체면을 중시하고 있지만 성격은 외형 그대로의 아이로 매우 어리광쟁이이다.
운명을 조종하는 능력은 자기도 모르게 행해지는 능력, 다시말해 일종의 패시브. 《구문사기》에서 히에다노 아큐에 따르면, <말 한마디 나눈 것만으로 그 순간을 경계로 생활이 크게 변화하는 일도 있다>고 한다.
홍무이변을 일으킨 이유는 단순히 〈햇빛이 없으면 낮에도 밖에서 놀수 없을까〉하는 자기중심적인 동기 덕분이다.
또한《홍마향》의《오마케.txt》에서는 소식(小食)이며 사람이 죽을정도로 피를 빨지 못하고, 대량의 혈액을 흘려 옷을 새빨갛게 물들이기 때문에 "스칼렛 데빌(붉은 악마)" 이라 불리고 있다고 기록되어 있다.
그녀는〈햇빛을 쬐면 기화해 버린다〉라는 설정이 있기 때문에 《췌몽상》에서 플레이어, 혹은 적으로 그녀를 선택하면 스테이지를 밤 밖에는 선택할 수 없으며, 낮의 스테이지를 선택해도 강제적으로 밤의 스테이지가 선택된다.
다만,《구문사기》에《낮에도 잘 보이는 흡혈귀》라는 기술이 있고, 양산을 쓰고 잘 돌아 다니고 있어서,《신 삼월정》제 7화 에서도 호수의 반사광을 받아 그녀의 몸을 염려하는 사쿠야를 무시하고 태연하게 있었기 때문에, 햇빛이 그렇게까지 치명적인 약점이 아닐 가능성도 있다.
체면을 중시한다. 의외로 순수한 면도 있다.
체페슈의 후예를 자칭하고 있는 것 같아서 스펠 카드에도 그의 이름을 차용한 것이 있지만, 실제로 혈연 관계는 아니다. 가족 관계는 여동생인 플랑드르 이외에는 수수께끼로 가득차 있다.
《요요몽》엔딩에서는 파추리에게〈레미〉라고 별명으로 불리고 레밀리아 또한 파추리를〈파체〉라고 부르고 있었다.
귀신이기도 해서 콩을 싫어한다. 그래서 홍마관에서 절분대회가 거행되었을 때, 자신은 참가하지 않고 에호마키를 먹으며 구경만 한 것이 《문화첩(서적)》에 기재되어 있다. 다만,《구문사기》에 의하면 낫토는 좋아하는 것 같다. 《문화첩(서적)》에서는 파츄리가 이러한 약점으로 다른 약점을 숨기기 위한 것이 아닐까 생각하고 있었다.
《문화첩(서적)》,《맹월초》에서는 로켓을 제조해서 달에 가는 것을 목표로 하고 있다. 《문화첩(서적)》에서 그것을 위한 재료를 사쿠야에게 모으게 하고 있었다. 《맹월초》에서 유카리에게 달의 수도에 잠입할 계획을 제안받아, 사쿠야에게 로켓에 관한 자료를 모으게 하고 파추리에게 로켓 본체를 제조하게 하고 있다.

#### 플랑드르 스칼렛
Extra 스테이지 보스로 등장한다.

#### 대요정
홍마향 2스테이지에 등장하는 녹색머리의 요정.
요정은 인간 아래의 존재이지만, 그 중에서도 힘을 가진 것이 대요정이다. 보통 안개낀 호수에 산다. 성격은 다른 요정들과 다름없이 단순명랑하고 장난을 좋아하며 감수성이 풍부하다.
2스테이지에서 대요정을 처치하는 순간 붐 아이템을 준다

#### 소악마
홍마향 4스테이지에 중간보스로 등장하는 붉은 머리의 악마.
악마는 흡혈귀나 마법사와 같이 강력한 종족이지만, 그 중에서도 힘이 약한 악마를 소악마 라고 한다. 성격은 대요정과 비슷한 점이 많고, 변덕스럽고 장난을 좋아하며 앞일 생각없이 행동한다. 평소 홍마관에 살고있다.

### 주인공 소개
하쿠레이 레이무
하쿠레이 신사의 무녀. 본작 주인공 중 한 명. 안개로 뒤덮인 환상향을 되돌리기 위해, 늘 그렇듯 신사를 뛰쳐 나왔다..
키리사메 마리사
평범한 마법사. 본작 주인공 중 한 명. 마을에서 떨어진 곳에 살고있다.

## 스테이지
| 스테이지 | 스테이지 제목                                                   | 중간 보스       | 보스            |
| -------- | --------------------------------------------------------------- | --------------- | --------------- |
| 1        | 몽환야행회권 〜 Mystic Flier 夢幻夜行絵巻 〜 Mystic Flier       | 루미아          | 루미아          |
| 2        | 호수 위의 마정 〜 Water Magus 湖水上の魔精 〜 Water Magus       | 대요정          | 치르노          |
| 3        | 홍색의 경계 〜 Scarlet Land 紅色の境 〜 Scarlet Land            | 홍 메이링       | 홍 메이링       |
| 4        | 암흑의 관 〜 Save the Mind 暗闇の館 〜 Save the Mind            | 소악마          | 파츄리 널리지   |
| 5        | 붉은 달에 정결한 하인을 紅い月に瀟洒な従者を                    | 이자요이 사쿠야 | 이자요이 사쿠야 |
| 6        | 엘리시온에 내린 핏빛 비 エリシオンに血の雨                      | 이자요이 사쿠야 | 레밀리아 스칼렛 |
| Extra    | 동방홍마광 〜 Sister of Scarlet 東方紅魔狂 〜 Sister of Scarlet | 파츄리 널리지   | 플랑드르 스칼렛 |

## 곡 목록
| №  | 제목                                | 원제목                                                      | 테마        |
| -- | ----------------------------------- | ----------------------------------------------------------- | ----------- |
| 01 | 붉음보다 붉은 꿈                    | 赤より紅い夢 아카요리 아카이 유메[*]                        | 타이틀      |
| 02 | 꽈리처럼 붉은 영혼                  | ほおずきみたいに紅い魂 호오즈키 미타이니 아카이 타마시이[*] | 1면 필드    |
| 03 | 요마야행                            | 妖魔夜行 요마야코[*]                                        | 1면 보스전  |
| 04 | 르네이트 엘프(Lunate Elf)           | ルーネイトエルフ 루네이토 에루후[*]                         | 2면 필드    |
| 05 | 말괄량이 연랑                       | おてんば恋娘 오텐바 코이무스메[*]                           | 2면 보스전  |
| 06 | 상하이 홍차관 〜 Chinese Tea        | 上海紅茶館 〜 Chinese Tea 샹하이 코차칸[*]                  | 3면 필드    |
| 07 | 메이지 17년의 상하이 앨리스         | 明治十七年の上海アリス 메이지 주시치넨노 샹하이 아리스[*]   | 3면 보스전  |
| 08 | 브와르 마법도서관                   | ヴワル魔法図書館 브와루 마호토쇼칸[*]                       | 4면 필드    |
| 09 | 락드 걸(Locked Girl) 〜 소녀밀실    | ラクトガール 〜 少女密室 라쿠토 가루 쇼조 밋시츠[*]         | 4면 보스전  |
| 10 | 메이드와 피의 회중시계              | メイドと血の懐中時計 메이도토 치노 카이추도케이[*]          | 5면 필드    |
| 11 | 달시계 〜 루나 다이얼(Lunar Dial)   | 月時計 〜 ルナ・ダイアル 츠키도케이 루나 다이아루[*]        | 5면 보스전  |
| 12 | 체페슈의 어린 후예                  | ツェペシュの幼き末裔 체페슈노 오사나키 마츠에이[*]          | 6면 필드    |
| 13 | 죽은 왕녀를 위한 칠중주(七重奏)     | 亡き王女の為のセプテット 나키 오조노 타메노 세프텟토[*]     | 6면 보스전  |
| 14 | 마법소녀들의 백년제                 | 魔法少女達の百年祭 마호쇼조타치노 햐쿠넨사이[*]             | EX면 필드   |
| 15 | U. N. 오웬은 그녀인가?              | U.N.オーエンは彼女なのか？ U. N. 오엔와 카노조 나노카?[*]   | EX면 보스전 |
| 16 | 붉음보다 덧없는 영원                | 紅より儚い永遠 아카요리 하카나이 에이엔[*]                  | 엔딩        |
| 17 | 홍루(붉은 누각) 〜 Eastern Dream... | 紅楼 〜 Eastern Dream... 코로[*]                            | 스탭롤      |